# Хаит (корона)
Хаит — древнеегипетская золотая корона фараонов. 
По внешнему виду хаит похож на голубую корону хепреш. Отличие от хепреш в том, что хаит не имеет продольного выступа по периметру короны. Также как и корона хепреш хаит покрывали узором из множества мелких колец, ямочек или кружков. В лобовой части короны крепился урей.
Хаит использовали при совершении ритуальных обрядов.

## Галерея
- Сети I пред Амоном в короне хаит. Храм Сети I в Абидосе.
- Сети I пред Амоном в короне хаит.